# متیو کاوئرد-هالی
متیو کاوئرد-هالی (انگلیسی: Matthew Coward-Holley؛ زادهٔ ۱۴ دسامبر ۱۹۹۴) تیرانداز اهل بریتانیا است.
وی در مسابقات کشوری و بین‌المللی در مجموع برندهٔ ۳ مدال طلا، ۱ مدال نقره، ۳ مدال برنز شده است.